# Gustaf Nordensvan
Gustaf Wilhelm Nordensvan, född 26 augusti 1890 i Göta livgarde, Stockholm, död 7 juni 1967 i Matteus församling, Stockholm, var en svensk flygare, ingenjör och motorjournalist.
Han var son till generalmajoren Carl Otto Nordensvan och gift första gången med Alma Strömbäck samt far till Maj Samzelius och bror till översten Arthur Georg Nordensvan. Nordensvan genomgick som löjtnant flygutbildning vid Malmen 1915 och erhöll efter avslutad utbildning svenskt flygcertifikat nr 29. Efter avslutad militär arbetade han en period som bil- och flygkonstruktör i USA och Tyskland innan han övergick till att huvudsakligen arbeta som journalist. Nordensvan är begravd på Norra begravningsplatsen utanför Stockholm.